# 要!エプロン着用
『要! エプロン着用』（よう！えぷろんちゃくよう）とは、2008年9月26日にhighsoxより発売された18禁恋愛アドベンチャーゲーム。女性たちに迫られる優柔不断な主人公を描く。タイトルにあるように、ヒロインたちは皆様々なタイプのエプロンを着用しており、Hシーンにもそれが反映されているのが特徴である。

## あらすじ
主人公・下野 和人は、進学を機に自らの気弱さを改善して楽しく平穏な学園生活を送ろうと思っていた。だが、入学早々幼なじみの角森 夜々子によって家事手伝い同好会というわけのわからない同好会に無理やり入部させられるわ、クラスの学級委員を任されるわ、女教師に目をつけられるわ、様々な出来事が立て続けに起きた。
和人はあわただしい状況をなんとか前向きに考えようとするも、彼の学園生活はより熾烈さを強めるのであった。

## 登場人物

### メインキャラクター
下野 和人（しもの かずと）
主人公。私立芳陽院学園1年生。
桜屋敷 さなえ（さくらやしき さなえ）
声：芹園みや
家事手伝い同好会会長。生徒会長の清香とは入学時から仲が悪く、同好会の過激な活動も二人の仲の悪さに拍車をかけている。
物事に没頭しやすく突っ走りがちだが、よく気が利く。
和菓子が好きで、腹もちがよいものを好む。
フリルのついたエプロンを着用している。
阿久津 清香（あくつ さやか）
声：茶谷やすら
芳陽院学園生徒会長。学園内では高い地位にいるが、教師の介入を好まず、生徒会の力が強すぎるため、教師陣からは快く思われていない。しかし、その強固な姿勢も、秩序ある学園生活を生徒たちに楽しんでほしいという思いからきているためである。
香辛料の効いたエスニック系の料理が好きだが、辛い物が好きというわけではない。
エプロンは割烹着。
角森 夜々子（すみもり ややこ）
声：まきいづみ
和人の幼馴染。可愛い見た目に反して、自分勝手でわがままな人物。それでいて楽観主義者。また、指図されることは嫌いだが、さびしがり屋故孤立することも嫌い。
入学式でさなえの活動を見て家事手伝い同好会に入会し、和人も無理やり入部させた。
フリルのたくさんついたエプロンを着用しており、頭にはヘッドドレスを装着している。
ツインテールの両サイドと胸元にリボンをつけている。また、エプロン着用時は胸元のリボンを目立たせている。
配島 里美（はいしま さとみ）
声：三園あすか
和人の同級生で、和人とともに学級委員を務める羽目になった。
いわゆる不幸体質だが、本人は前向きな性格であるため、自分の不幸な状況に気付いていない。
おとなしい性格だが人見知りというわけではなく、誰に対しても親しく接する。
好物は柿ピー。
長い三つ編みと眼鏡が特徴。白いエプロンを着用している。
角森 奈々子（すみもり ななこ）
声：緒田マリ
夜々子の実姉で、芳陽院学園に教師として勤務している。
生徒には厳しい反面和人に対してはべた甘であるため、周囲から戸惑われている。
幼少時から何事もそつなくこなし周囲からおだてられてきたため、人格者である"教師"の道へ進んだ。そのため、感心した態度を見せる和人をかわいく思っており、彼の保護者代理を自称し、べた甘ともいえるほど可愛がっている。
エプロンはいわゆるメイド服。

## スタッフ
- 原画：結城焔[1]
- シナリオ：文左衛門[1]
- 音楽：ミリオンバンブー

## 反響

### 売り上げ
本作のパッケージ版は発売月（2008年9月）の売り上げにおいて、PCpressの集計では20位を記録した。

### 批評
アダルトゲーム月刊誌『BugBug』2008年11月号に本作のレビューが掲載されている。本作は「美少女揃いの学園に入学や転校したH大好き主人公が女のコをアタックしまく」るという美少女ゲームの王道パターンと異なるつくりになっている。レビュアーの立川談之助は、主人公が軟弱であるのに対し、登場するヒロインたちは全員積極的であり、キャラが強烈であったと述べている。シナリオ面については、ゲームの中盤までは「まるで少年ジャ○プの格闘系漫画のような猛烈な主人公獲得合戦〔ママ〕」が展開され、立ち絵の演出にも飽きさせずに読ませる工夫が凝らされていたため、どんどんと物語に引き込まれていったという。そして個別ルートに分岐したあとは、普通の作品であれば選択したヒロインとのエッチが中心になるところ、本作ではヒロインごとに「純愛ストーリーから校長の不正を暴くサスペンスドラマまで」整合性のとれたシナリオが楽しめたと肯定的に評価している。
アダルトゲームの評論家であるカズオはGame-Styleに寄せたレビューの中でサブキャラクターたちも個性的で話を盛り上げるのに一役買っていると評した。

## 参考資料
- 『BugBug』2008年11月号、サン出版、2008年10月3日。